# Lluita turca
La lluita turca, també coneguda com a lluita d'oli, és l'esport nacional de Turquia. Els lluitadors, nus, s'unten amb oli d'oliva abans de començar, i han d'agafar els pantalons, anomenats kisbet, de l'oponent. Generalment, els kisbet són fets de cuir de búfal asiàtic domèstic, i més recentment, de vedella.
L'origen de la lluita d'oli és a l'antiga Sumèria i a Babilònia, i hi ha tradicions grecoromanes on també es practicava aquest esport. El 1346 es va establir el festival de lluita turca de Kırkpınar, prop d'Edirne, que encara se celebra anualment i es va considerar Patrimoni Immaterial de la Humanitat segons la Unesco el 2010. El guanyador de la competició guanya uns 85.000 €, i si manté el títol durant tres anys, rep també or.